# Getter no evaporable (NEG)

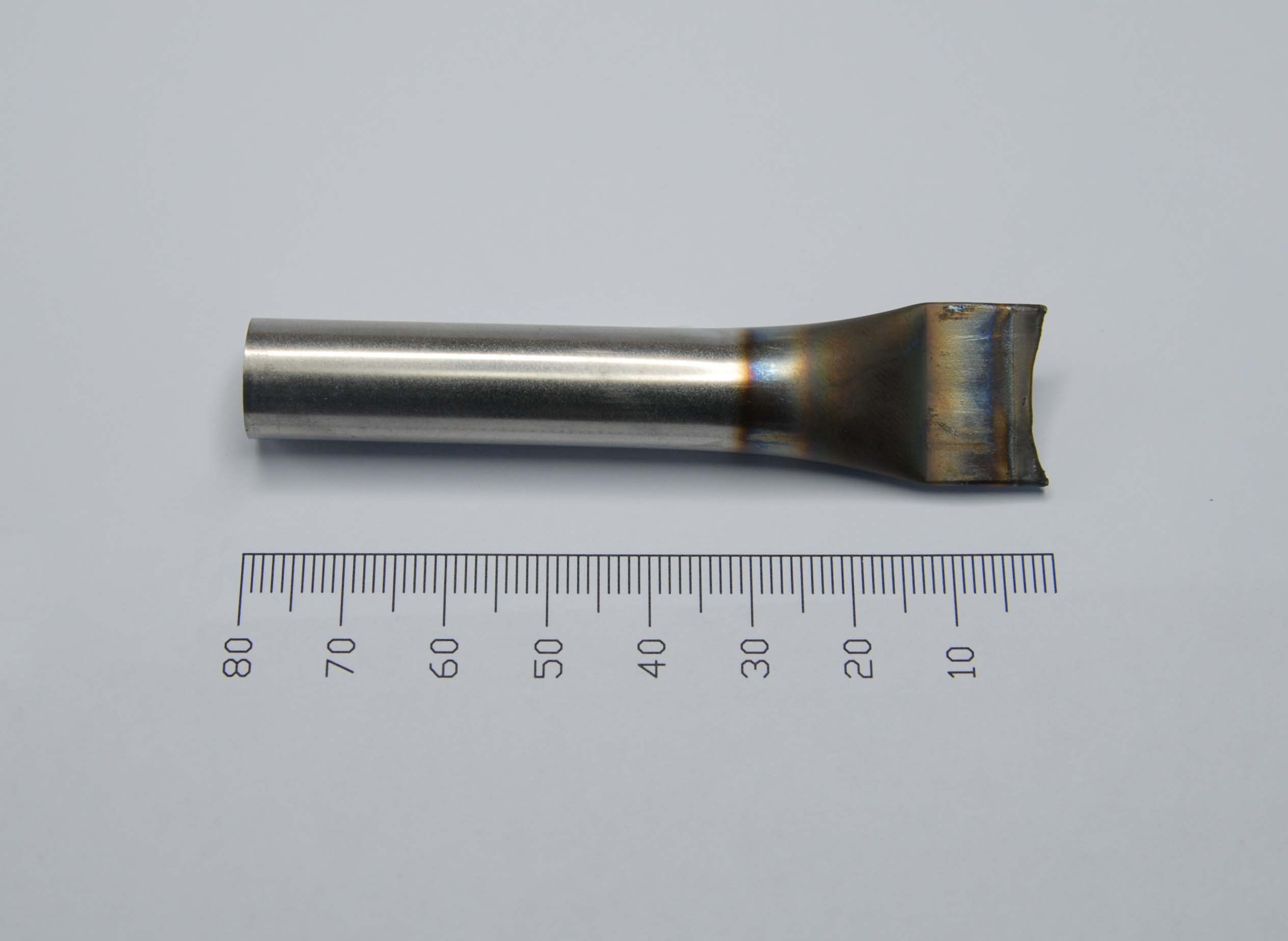
Tub getter de bari

El getter no evaporable (NEG) és una «substància que hom introdueix a l'interior dels tubs electrònics de buit que es caracteritza pel fet de posseir una forta afinitat pels gasos i és destinada a eliminar els residus de gas que hi puguin restar un cop fet el buit». Els NEG es basen en el principi d'absorció de molècules de gas per superfícies metàl·liques i són majoritàriament aliatges porosos o mescles en pols d'Al, Zr, Ti, V i Fe. Ajuden a establir i mantenir el buit absorbint o unint-se a molècules de gas que romanen dins d'un buit parcial. Això es fa mitjançant l'ús de materials que formen fàcilment compostos estables amb gasos actius. Són eines importants per millorar el rendiment de molts sistemes de buit. El recobriment NEG es sinteritzat a la superfície interior dels recipients d'alt buit i es pot aplicar fins i tot dins espais estrets i difícils de bombar, cosa que el fa molt popular en acceleradors de partícules on això és un problema. Els principals paràmetres d'absorció del tipus de NEG, com la velocitat de bombeig i la capacitat d'absorció, tenen límits baixos.
Un tipus diferent de NEG no recobert, és el Tubegetter. L'activació d'aquests getters es realitza de forma mecànica o a una temperatura a partir de 550 K. El marge de temperatures és de 0 a 800 K en condicions HV/UHV.
El NEG actua com una bomba captadora que és capaç de reduir la pressió a menys de 10-12 mbar.